# Psyllaephagus smaragdus
Psyllaephagus smaragdus är en stekelart som först beskrevs av Girault 1939.  Psyllaephagus smaragdus ingår i släktet Psyllaephagus och familjen sköldlussteklar. Inga underarter finns listade i Catalogue of Life.